# Edward Mulhare
Edward Mulhare (Cork, 8 aprile 1923 – Los Angeles, 24 maggio 1997) è stato un attore irlandese.

## Biografia
Primo di tre fratelli (gli altri due si chiamavano Thomas e John) Mulhare nacque a Quaker Road, nella contea di Cork, in quello che allora era conosciuto come Irish Free State, da John Mulhare e Catherine Keane. Da bambino, fu educato presso la Christian Brothers School di St. Nessan e in seguito presso il North Monastery. Dopo aver iniziato a frequentare la National University of Ireland in medicina, Mulhare alla fine decise di intraprendere la carriera teatrale.
Iniziò la sua carriera di attore in Irlanda a 19 anni e successivamente si trasferì a Londra, dove nel 1951 recitò in una rappresentazione dell'Otello diretta da Laurence Olivier al Saint James Theatre. Nella seconda metà degli anni cinquanta interpretò una grande varietà di ruoli sul piccolo schermo in serie antologiche come Studio One e Kraft Television Theatre e proseguì l'attività teatrale in musical e spettacoli itineranti, cambiando facilmente tipologia di personaggio.

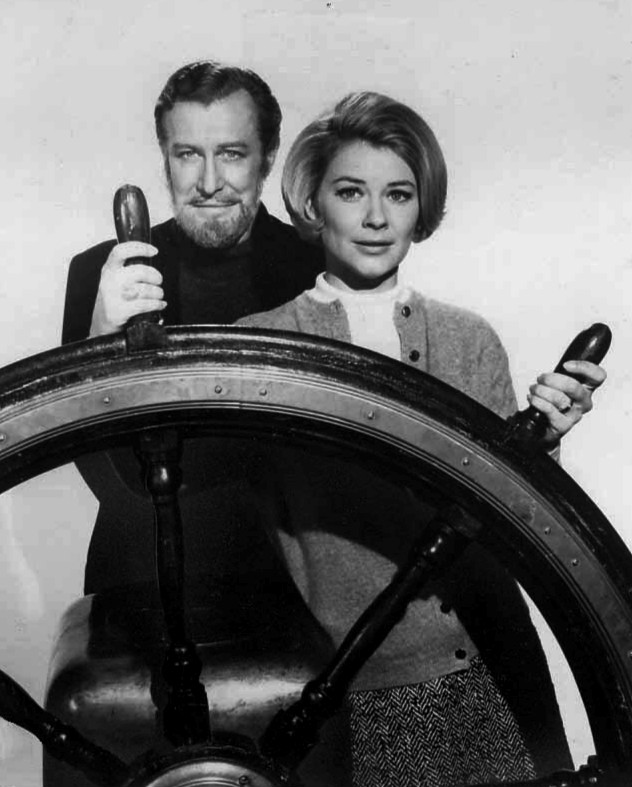
Edward Mulhare e Hope Lange sul set del telefilm La signora e il fantasma

Quando Rex Harrison abbandonò la parte principale di My Fair Lady, dopo un soggiorno di un anno a Broadway, Mulhare ereditò quel ruolo. «Era ancora giovane (sui 30 anni), troppo giovane per recitare quella parte», disse la Forrest, commentando l'interpretazione che Mulhare diede dell'arrogante Henry Higgins, professore di dizione. «Ma aveva un qualcosa dell'aspetto di Rex Harrison e mantenne il ruolo dal 1957 al 1960».
Divenne una star di Broadway prendendo parte a The Devil's Advocate (1961) e Mary, Mary (1961-1962), e in seguito recitò nel ruolo del capitano Von Trapp in The Sound of Music per il Los Angeles Civic Light Opera. Inoltre fece una tournée nazionale con alcuni show come Camelot, My Fair Lady e Trappola mortale, con l'amica di tutta la vita Anne Rogers.
Conquistò anche grande notorietà presso il pubblico televisivo grazie all'interpretazione dello spettro nella serie La signora e il fantasma (1968-1970), accanto a Hope Lange, ma deve la sua fama soprattutto alla serie Supercar, in cui, dal 1982 al 1986, interpretò il ruolo di Devon Miles, il capo del personaggio principale Michael Knight, interpretato da David Hasselhoff. Il 14 dicembre del 1986 apparve nella decima puntata della terza stagione del telefilm La signora in giallo, mentre la sua ultima apparizione in televisione avvenne insieme ad Hasselhoff in Baywatch Nights. Le sue partecipazioni televisive comprendono anche ruoli in MacGyver, The Outer Limits e The Ed Sullivan Show.
Sul grande schermo prese parte a film di vario genere, tra cui Il colonnello Von Ryan (1965) di Mark Robson, Cerimonia per un delitto (1966) di J. Lee Thompson, Il nostro agente Flint (1966) di Daniel Mann, Caprice - La cenere che scotta (1967) di Frank Tashlin. L'ultimo film in cui recitò fu Gli impenitenti (1997) di Martha Coolidge, al fianco di Jack Lemmon e Walter Matthau, anche loro alle ultime apparizioni.
Alla fine degli anni ottanta, Mulhare presentò la serie televisiva Secrets & Mysteries, nota anche come Secrets of the Unknown, in cui affrontò tematiche legate al paranormale e ad alcuni misteri irrisolti, come ad esempio l'affondamento del Titanic, la scomparsa di Amelia Earhart, le leggende su Yeti, Bigfoot, UFO, fantasmi, ecc. La serie, composta da 26 episodi scritti da Erik Nelson e prodotti da Craig Haffner, è considerata antesignana nel campo della televisione investigativa storica e paranormale.
Nel 1997, al ritorno da un viaggio a New York, a Mulhare fu diagnosticato un cancro ai polmoni. Morì il 24 maggio 1997 nella sua casa di Van Nuys (in California), all'età di 74 anni, ed è sepolto nel cimitero di St. Joseph, in Tory Top Road, nella città di Cork, in Irlanda. Non si sposò mai.

## Filmografia parziale

### Cinema
- Il capitano Boycott (Captain Boycott), regia di Frank Launder (1947)
- Collina 24 non risponde (Giv'a 24 Eina Ona), regia di Thorold Dickinson (1955)
- La strada del crimine (Signpost to Murder), regia di George Englund (1964)
- Il colonnello Von Ryan (Von Ryan's Express), regia di Mark Robson (1965)
- Il nostro agente Flint (Our Man Flint), regia di Daniel Mann (1966)
- Cerimonia per un delitto (Eye of the Devil), regia di J. Lee Thompson (1966)
- Caprice - La cenere che scotta (Caprice), regia di Frank Tashlin (1967)
- Gli impenitenti (Out to Sea), regia di Martha Coolidge (1997)

### Televisione
- Robin Hood (The Adventures of Robin Hood) – serie TV, 9 episodi (1956-1957)
- Mr. Novak – serie TV, episodio 1x15 (1963)
- Convoy – serie TV, episodio 1x06 (1965)
- I giorni di Bryan (Run for Your Life) – serie TV, episodio 1x29 (1966)
- Agenzia U.N.C.L.E. (The Girl from U.N.C.L.E.) – serie TV, episodio 1x04 (1966)
- La signora e il fantasma (The Ghost and Mrs. Muir) – serie TV, 50 episodi (1968-1970)
- Le strade di San Francisco (The Streets of San Francisco) – serie TV, episodi 1x05-3x06 (1972-1974)
- Cannon – serie TV, episodio 3x20 (1974)
- Ellery Queen – serie TV, episodio 1x18 (1976)
- Hunter – serie TV, episodio 1x01 (1977)
- Cuore e batticuore (Hart to Hart) – serie TV, episodio 1x11  (1979)
- Galactica (Battlestar Galactica) – serie TV, episodio 1x22 (1979)
- Supercar (Knight Rider) – serie TV, 85 episodi (1982-1986)
- La signora in giallo (Murder, She Wrote) – serie TV, episodi 2x17-3x10 (1986)
- MacGyver – serie TV, episodio 2x10 (1986)
- Indagine ad alta velocità (Knight Rider 2000), regia di Alan J. Levi – film TV (1991)

## Doppiatori italiani
Nelle versioni in italiano delle opere in cui ha recitato, Edward Mulhare è stato doppiato da:
- Sergio Rossi in Le strade di San Francisco, La signora in giallo (ep. 3x10), Gli impenitenti
- Sergio Graziani ne Il colonnello Von Ryan
- Sergio Tedesco ne Il nostro agente Flint
- Luigi Vannucchi in Caprice - La cenere che scotta
- Luciano Melani in La signora e il fantasma
- Luciano De Ambrosis in Ellery Queen
- Silvio Anselmo in Supercar
- Giorgio Lopez ne La signora in giallo (ep. 2x17)
- Emilio Cappuccio in Supercar 2000 - Indagine ad alta velocità